# Дольф, Яки
Я́ки Дольф (ивр. יקי דולף‎; полное имя — Яаков Дольф, ивр. יעקב דולף‎; род. 7 января 1976, Тель-Авив-Яффа, Израиль) — бригадный генерал Армии обороны Израиля, нынешний командир территориальной дивизии Иудеи и Самарии, предназначенный вступить на пост командира Северного корпуса.

## Биография

### Семья и ранние годы
Яки (Яаков) Дольф родился и вырос в Яффе в семье Рахамима и Яфы Дольф.
Учился в школе «Ирони Заин» в Яффе.

### Военная карьера
В августе 1994 года был призван на службу в Армии обороны Израиля, начал службу в 890-м батальоне «Эфа» (ивр. אפעה‎) воздушно-десантной бригады «Цанханим». Служил бойцом в батальоне, затем окончил офицерские курсы и вернулся в батальон на должность командира взвода. Затем был заместителем командира роты огневой поддержки (ивр. פלוגה מסייעת‎) батальона и командиром роты продвинутой подготовки (ивр. פלוגת מסלול‎) батальона, после чего возглавил роту огневой поддержки и командовал ей в ходе боевых действий в южном Ливане накануне вывода израильских войск из южного Ливана.
С 2004 по 2005 год служил заместителем командира спецподразделения «Дувдеван», а с 2005 по 2006 год, в том числе в период Второй ливанской войны, был командиром оперативного отдела (ивр. קצין אג"ם‎) бригады «Цанханим» (в ходе которой принимал участие, помимо прочего, в боевых действиях у реки Эль-Литани в ходе завершающей войну операции «Изменение направления 11»), после чего вышел на учёбу в Колледже полевого и штабного командного состава.
В 2007 году был повышен в звании до подполковника (сган-алуф) и возглавил 890-й батальон «Эфа» бригады «Цанханим». Во время вступления Дольфа на должность комбата батальон был дислоцирован в Наблусе. В первый год Дольфа на посту батальон действовал, в основном, на северной границе Израиля, но затем начал подготовку к ведению боевых действий в секторе Газа. Дольф командовал батальоном до 2009 года, помимо прочего, в ходе операции «Литой свинец», в том числе во время боевых действий в квартале Аль-Ататра и в лагере беженцев Шати на севере сектора Газа.
С 2009 по 4 мая 2011 года командовал тренировочной базой бригады «Цанханим». С июня 2011 по июль 2013 года служил главой канцелярии Начальника Генштаба Армии обороны Израиля генерал-лейтенанта Бени Ганца.
В августе 2013 года был повышен в звании до полковника (алуф-мишне) и вступил на пост командира резервной воздушно-десантной бригады «Шуалей Маром», исполнял эту должность до апреля 2015 года. С 29 апреля 2015 по 20 июля 2017 года возглавлял бригаду «Ха-Гефен», территориальную бригаду севера сектора Газа.
16 августа 2017 года вступил на должность командира бригады «Цанханим». 10 марта 2019 года Начальник Генштаба генерал-лейтенант Авив Кохави объявил Дольфу выговор в связи с гибелью солдата разведбатальона бригады в ходе учений в районе реки Хилазон в Галилее. 12 июня 2019 года передал командование бригадой полковнику Ювалю Гезу и выехал на учёбу в Университете национальной безопасности в Вашингтоне, США.
2 июля 2020 года Дольфу было присвоено звание бригадного генерала (тат-алуф), и он вступил на должность Военного секретаря министра обороны при министре Бени Ганце. 7 июля 2021 года вновь получил от Начальника Генштаба генерал-лейтенанта Авива Кохави выговор с задержкой продвижения по службе на год вследствие инцидента, произошедшего в период службы Дольфа на посту командира бригады «Цанханим», в ходе которого призывник был сбит автобусом во время тестирования кандидатов на службу в бригаде; вследствие выговора было задержано рассмотрение кандидатуры Дольфа на пост главы дивизии, которое должно было состояться уже в том же году. Служил на посту Военного секретаря министра обороны до мая 2023 года, а 20 декабря 2023 года вступил на должность командира территориальной дивизии Иудеи и Самарии.
Во время службы Дольфа на посту командира дивизии были обновлены правила применения оружия на ввереной ему территории Западного берега реки Иордан: с одной стороны, солдатам было запрещено открывать огонь, даже в качестве предупредительного выстрела, против палестинцев, занимающихся сбором оливок. С другой стороны, по совместной инициативе Дольфа и Командующего Центральным военным округом генерал-майора Ави Блута, в ходе операции операции «Железная стена», начатой в январе 2025 года, в районах ведения боевых действий были приняты правила, схожие с правилами, применяющимися в секторе Газе, и позволяющие без предупредительного выстрела открывать огонь на поражение по лицам, копающимся в земле, вследствие подозрения о намерении заложить взрывустройство, а также позволяющие стрелять по автомобилям, приближающимся к армейским КПП с территории зон боевых действий.
15 июля 2025 года министр обороны Исраэль Кац утвердил рекомендацию Начальника Генштаба генерал-лейтенанта Эяля Замира повысить Дольфа в звании до генерал-майора и назначить его в ближайшие месяцы командиром Северного корпуса.

### Образование и личная жизнь
За время военной службы Дольф завершил учёбу в Межвойсковом колледже полевого и штабного командного состава, а также получил степень бакалавра Междисциплинарного центра в Герцлии (в области делового администрирования), степень магистра Тель-Авивского университета (в области публичной политики) и степень магистра Университета национальной безопасности в Вашингтоне, США (в области стратегии и национальной безопасности).
Женат на Эфрат Дольф, отец двоих детей. Проживает в Тель-Авиве.